# Rajd Wisły 1970
Rajd Wiślański 1970 – 20. edycja Rajdu Wiślańskiego. Był to rajd samochodowy rozgrywany od 18 do 19 września 1970 roku. Była to czwarta runda Rajdowych Samochodowych Mistrzostw Polski w roku 1970. Rajd składał się z siedmiu odcinków specjalnych, trzech prób szybkości górskiej, dwóch prób wyścigowych, dwóch prób zrywu i hamowania, jedna próba hamowania i jedna próba zwrotności.

## Wyniki końcowe rajdu[1]
| Miejsce | Kierowca              | Pilot                 | Samochód              | Czas  | Strata | Grupa Klasa |
| ------- | --------------------- | --------------------- | --------------------- | ----- | ------ | ----------- |
| 1       | Krzysztof Komornicki  | Jerzy Landsberg       | Renault Alpine A110   | 15:05 | -      | 4           |
| 2       | Ryszard Żyszkowski    | Andrzej Gieysztor     | Polski Fiat 125p 1500 | 15:28 | +23    | 5           |
| 3       | Aleksander Oczkowski  | Mieczysław Spychalski | Polski Fiat 125p 1500 | 16:12 | +1:07  | 5           |
| 4       | Mieczysław Sochacki   | Zenon Leszczuk        | Polski Fiat 125p 1500 | 17:28 | +2:23  | 5           |
| 5       | Włodzimierz Markowski | Eugeniusz Pach        | Porsche 912           | 17:47 | +2:42  | 5           |